# Micronema
Micronema is een geslacht van straalvinnige vissen uit de familie van de echte meervallen (Siluridae).

## Soorten
- Micronema hexapterus (Bleeker, 1851)
- Micronema moorei (Smith, 1945)
- Micronema platypogon (Ng, 2004)